# Cyperus papyrus
Папірус (Cyperus papyrus), також смикавець папірник — трав'яниста багаторічна болотяна рослина родини осокових (Cyperáceae). 

## Біологічний опис

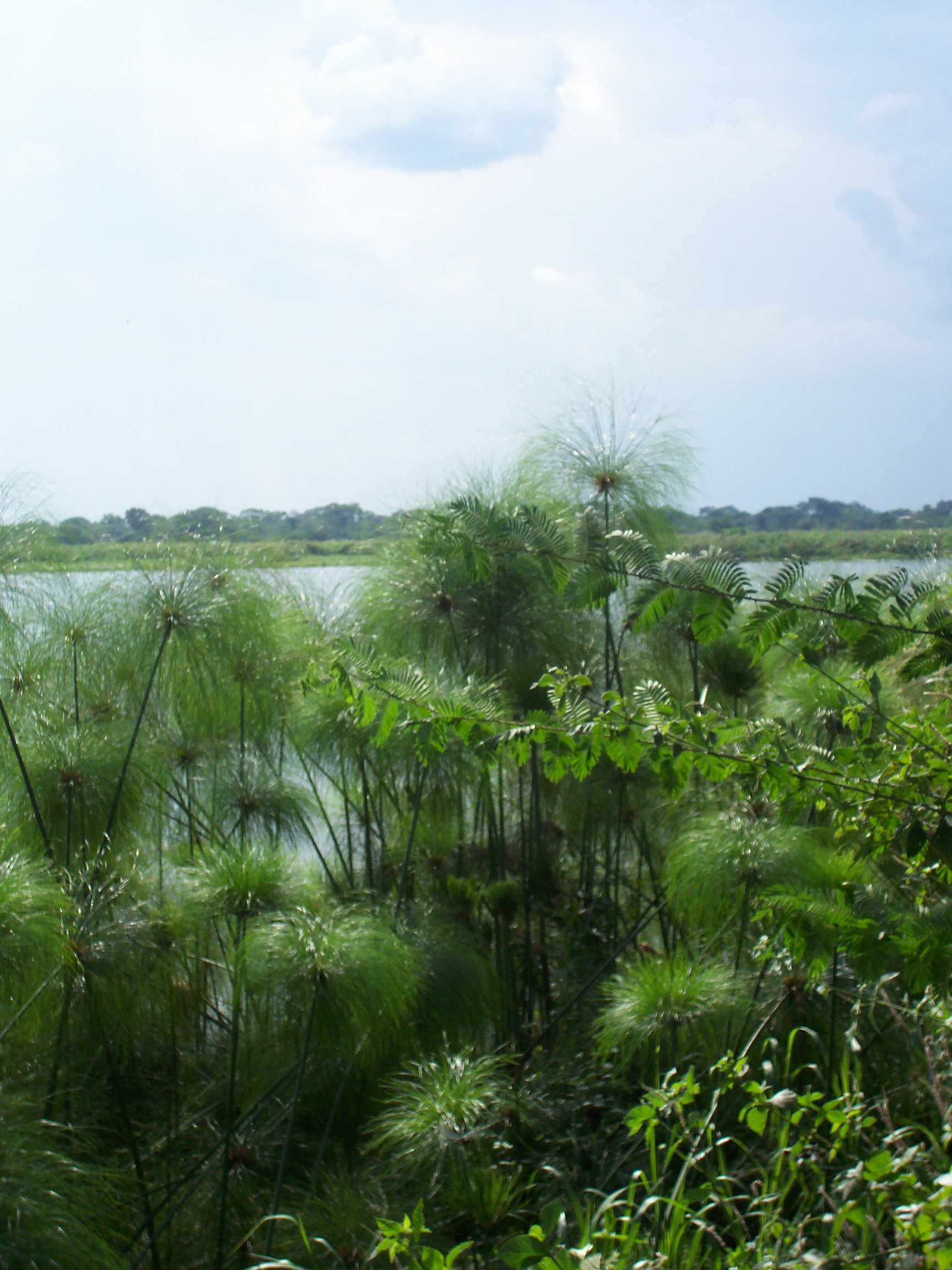
Дикорослі рослини на берегах Нілу в Уганді

Висока рослина (до 4-5 м) з майже безлистими пагонами діаметром до 7 см. На кінці кожного стебла розташований пучок яскраво-зелених стебел довжиною 10-30 см, які розгалужуються на 3-5 променів другого порядку.

## Вирощування папірусу в домашніх умовах

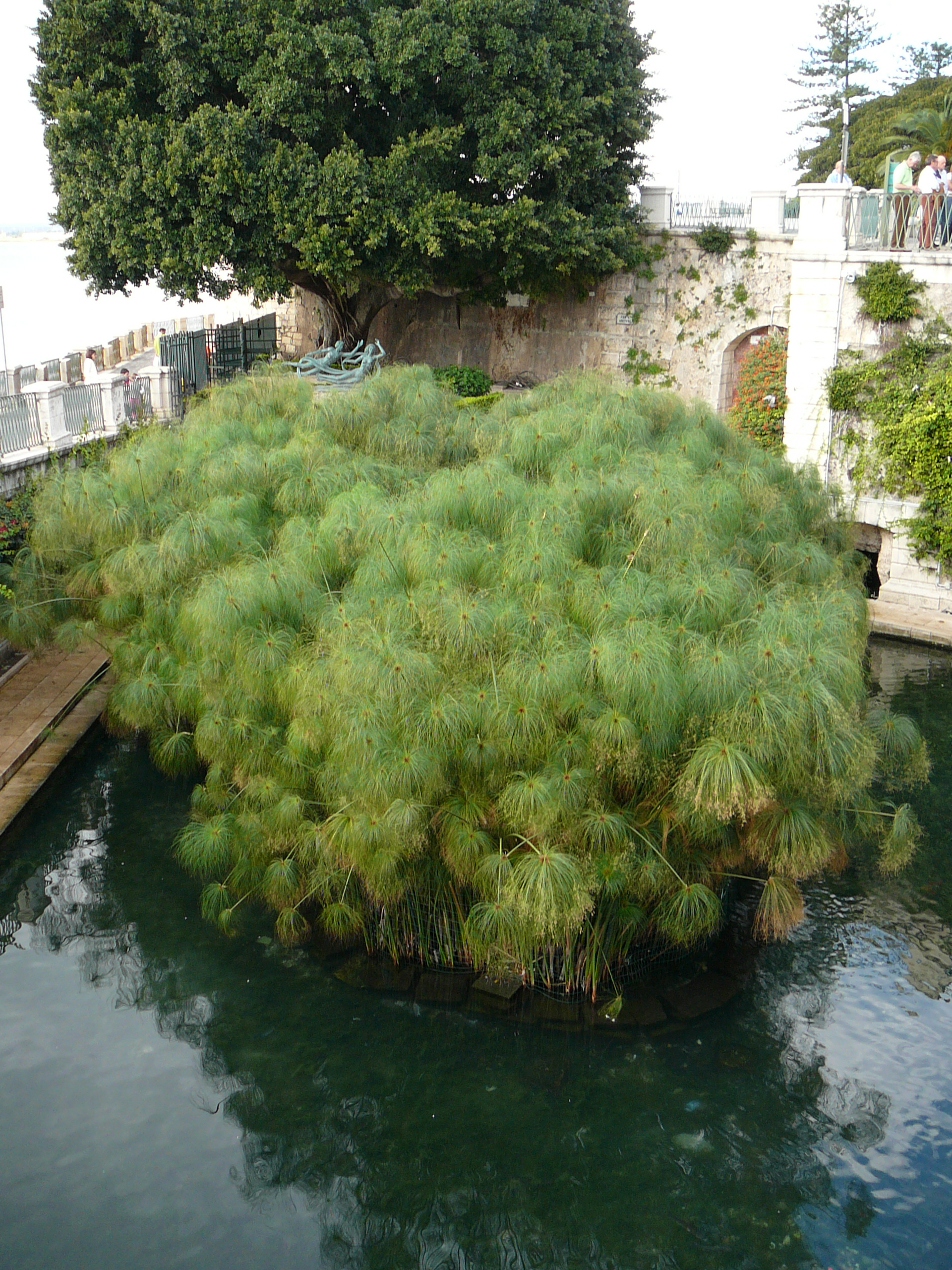
Папірусні рослини в Сіракузах, Сицилія

Болотяній рослині необхідні умови, що нагадують її життя на берегах Нілу тропічної Африки, і тому горщик, в якому вона росте, наполовину опускають в посудину з водою (не слід поміщати папірус під воду цілком.). Можна опустити в акваріум частину горщика або витягнуті з горщика коріння, — вони добре розростаються у воді і дають велику кількість пагонів, в деяких випадках до шістдесяти. Для кращого росту у воду додають живильні розчини (по рецепту традесканції).
На дні акваріума під шаром піску повинен бути перегнійний — дерновий і торф'янистий — ґрунт.
На початку зими горщик виймають з води і поливають (знизу, з піддонника) рідко і помірно; у лютому папірус пересаджують в свіжу землю і знову ставлять у воду. Ґрунт у горщику поливають гнойовою рідиною (25 грамів коров'ячого гною на один літр води). Папірус тримають в теплі, не нижче 16 °C, і ставлять на сонячне вікно. Всі засохлі листя обрізають.
При належному догляді папірус в квітні — травні зацвітає, після чого старе листя починає сохнути, а на зміну їм з'являється нове. Без сонця рослини не ростуть і не розцвітають.

### Розмноження
Якщо вдасться отримати насіння папірусу, то їх висівають в сиру дернову землю з піском. Перший час сходи заливають водою. Рослину можливо розмножити без насіння: зрізають мутовку листків і поміщають на поверхню води акваріума або кладуть на вологий пісок, прикривши банкою — зі сплячих бруньок в пазухах листків виростуть молоді рослинки..
При пересадці великі кущі папірусу можна розділити на два або на чотири.
Поширеніший і особливо добре росте в кімнатах інший вид папірусної рослини, трохи меншого розміру — циперус альтерніфоліус — черговолистковий (Cyperus alternifolius) з острова Мадагаскару.

## Поширення та середовище існування
Рослина походить з Африки.

## Практичне використання
Осока папірусна (і близькі види) має дуже довгу історію використання людиною, зокрема стародавніми єгиптянами — як джерело папероподібного матеріалу папірусу. Частини рослини можна вживати в їжу. На півдні Африки крохмалисті кореневища і стебла їдять сирі або варені. З плавучих стебел можуть бути зроблені човни. В наш час[коли?] часто культивується як декоративна рослина.